# 叔丁硫醇
叔丁硫醇是一种有机硫化合物，化学式为(CH3)3CSH。它可以用作天然气的增味剂，或用作调味剂。

## 制备
有多篇文章将叔丁硫醇列为烘培马铃薯的微量气味成分之一，但由于叔丁基化合物在自然界中比较少见，它也被人怀疑。该化合物最早于1890年由Leonard Dobbin通过叔丁基氯和硫化锌的反应制得。
在1932年，由格氏试剂t-BuMgCl和硫反应，得到相应的硫醇盐，经过水解制备。其反应为：
t-BuMgCl  +  S   →   t-BuSMgCl
t-BuSMgCl  +  H2O   →   t-BuSH  +  Mg(OH)Cl
当今在工业上，叔丁硫醇由异丁烯和硫化氢在粘土（氧化硅铝）催化剂上反应生产。